# Puduččéri (město)
Puduččéri (tamilsky புதுச்சேரி) je město v Indii. Je hlavním městem stejnojmenného svazového teritoria, které je enklávou v indickém svazovém státě Tamilnádu. K roku 2011 žilo přímo na území města přibližně čtvrt miliónu obyvatel, ale celá jeho aglomerace měla přibližně 650 tisíc obyvatel.

## Poloha
Puduččéri leží na Koromandelském pobřeží Bengálského zálivu přibližně 135 kilometrů jižně od Madrásu.

## Historie
V letech 1673-1954 bylo město součástí Francouzské Indie.

### Rodáci
- Alexandre Jacques Bernard Law de Lauriston (1768-1828), francouzský generál

### Osobnosti města
- Louis-Savinien Dupuis (1806-1874), kněz a misionář